# هنري جونغانيل
هنري جونغانيل (ولد في 5 شباط 1988) هو رياضي ألماني في الرماية. كان يمثل بلاده في دورة الألعاب الأوليمبية الصيفية عام 2016 ، حيث فاز بالميدالية الذهبية في سباق 50 متر بندقية انبطاح.

## الأولمبية النتائج
| الحدث                | 2016                    |
| -------------------- | ----------------------- |
| 50 متر بندقية انبطاح | 01 !الذهب · 627.8+209.5 |

## روابط خارجية
- هنري جونغانيل على موقع الاتحاد الدولي (الإنجليزية)
- هنري جونغانيل على موقع اللجنة الأولمبية الدولية (الإنجليزية)
- هنري جونغانيل على موقع أوليمبيديا (الإنجليزية)
- هنري جونغانيل على موقع اللجنة الأولمبية الألمانية (الألمانية)